# Stranded (filme de comédia de 1916)
Stranded é um curta-metragem de comédia mudo norte-americano, realizado em 1916, com o ator cômico Oliver Hardy.

## Elenco
- Oliver Hardy (como Babe Hardy)
- Billy Ruge
- Frank Hanson
- Ray Godfrey
- Florence McLaughlin (como Florence McLoughlin)
- Robin Williamson
- Bert Tracy